# Измяна (филм, 1959)
„Измяна“ (на английски: Treason) е австралийски телевизионен филм от 1959 година, създаден от телевизия Ей Би Си.

## Сюжет
Внимание:  Текстът по-долу разкрива сюжета на произведението (или части от него)!
Действието във филма се развива по време на Втората световна война. Група германски офицери, убедени, че Третият райх ще загуби войната, подготвят план за отвличането на Адолф Хитлер и по този начин да се опитат да преговарят за мирен договор със съюзниците.